# Criminodinamica
La criminodinamica è una branca della criminologia che studia lo sviluppo ed il mutamento degli atti e fatti criminali o antisociali, attraverso la ricerca e la valutazione dei vari elementi costitutivi.

## Criminosintesi e criminogenesi
La differenza tra criminogenesi e criminodinamica è la stessa che esiste tra eziologia e patogenesi dei fenomeni morbosi. In medicina, infatti, mentre l'eziologia studia le cause delle infermità, la patogenesi studia i particolari meccanismi attraverso i quali dette cause agiscono per determinare gli effetti morbosi.

## Stimoli impellenti e repellenti
In criminologia il problema della dinamica dei singoli eventi criminosi è certamente complesso. Poiché ogni azione criminosa è sempre l'espressione del rapporto che si viene a stabilire nell'individuo tra spinta e resistenza al delitto tra stimoli crimino-impellenti e stimoli crimino-repellenti, la criminodinamica valuta per quale ragione gli uni abbiano il sopravvento sugli altri, determinando il compimento del reato. Solo attraverso tale disciplina è possibile valutare la reale natura di ogni reato e precisamente la capacità a delinquere e la pericolosità sociale di ogni individuo.

## Paleo-psiche anomala ed abnorme
La dinamica del delitto è legata al grado di sviluppo della capacità criminale ed al grado di resistenza della volontà. Infatti alla base di ogni predisposizione al delitto vi è una ricettività delittuosa superiore alla media la quale sorge da una struttura psichica anomala sia per deviazione in eccesso o in difetto degli elementi che la costituiscono sia per difetto di sublimazione delle forze istintive ed egoistiche che in essa si ritrovano. Ciò significa che ogni predisposizione al delitto è sempre legata ad una paleo-psiche abnorme per scarsa evoluzione delle sue forze costitutive e ad una neo psiche difettosa per scarsa capacità inibitoria. Questi difetti della neo psiche possono dipendere sia da anomalie costituzionali che da fattori ambientali sfavorevoli.

## Predisponenti preparanti e scatenanti
Nella dinamica dei singoli eventi criminosi si ritrovano elementi e fenomeni che interessano sia l'individuo che l'ambiente. Essi sono stati divisi proprio per il modo con cui agiscono in predisponenti preparanti e scatenanti. I preparanti e gli scatenanti si sviluppano ed agiscono sulla base dei fattori causali predisponenti a quali per tale motivo va attribuita grande importanza (emozioni, intossicazioni, suggestioni, etc.); accentuano le forze crimino-impellenti ed inibiscono quelle repellenti. Ciò spiega perché i fattori mesologici agiscono come preparanti o scatenanti della criminalità. Gli scatenanti, invece, sono presenti in tutte quelle circostanze le quali fanno crollare le resistenze individuali e sono indispensabili per il verificarsi dell'azione criminosa.